# Никоненко Сергій Петрович
Никоне́нко Сергі́й Петро́вич (нар. 16 квітня 1941, Москва, РРФСР, СРСР) — радянський і російський актор, кінорежисер, сценарист. Лауреат Державної премії РРФСР (1970), Премії Ленінського комсомолу (1976). Народний артист РРФСР (1991).
Фігурант бази даних центру «Миротворець» (свідоме порушення державного кордону України; участь у пропагандистських заходах та кінозйомках на території анексованого РФ Криму).

## Життєпис
Закінчив акторський (1964, майстерня С. Герасимова, Т. Макарової) і режисерський (1972, у тих же майстрів) факультети Всесоюзного державного інституту кінематографії.
Зіграв у низці фільмів українських кіностудій. Автор сценарію і режисер стрічки «Хочу вашого чоловіка» (1992, студія «Аркадія», Росія—Україна).
Знявся у пропагандистському фільмі «Кримський міст. Зроблено з любов'ю!» (2018).

## Громадська діяльність
У березні 2014 року підписав листа на підтримку політики президента Росії Володимира Путіна щодо російської військової інтервенції в Україну.

## Фільмографія

### Режисер-постановник
- «Петрушине прізвище» (1971, також — сценарист)
- «Птахи над містом» (1974, також — співсценарист)
- «Трин-трава» (1976)
- «Цілуються зорі» (1978)
- «Циганське щастя» (1981, також — сценарист)
- «Кохаю. Чекаю. Олена.» (1983, також — сценарист)
- «Корабель прибульців» (1985)
- «Ёлки-палки!» (1988, також — сценарист)
- «Брюнетка за 30 копійок» (1991)
- «Сім'янин» (1991)
- «Хочу вашого чоловіка» (1992, також — співсценарист; студія «Аркадія», Росія—Україна)
- «Не хочу одружуватися!» (1993)
- «Хочу в Америку» (1993, Білорусь)
- «Курортний роман» (2001)
- «А вранці вони прокинулися» (2003, також — співсценарист)
- «Аннушка» (2009)
- «Хочеться жити» (2014, також — співсценарист)

### Акторські роботи
- «Життя спочатку» (1961)
- «Люди і звірі» (1962, Юрій Павлов)
- «49 днів» (1962)
- «Вулиця Ньютона, будинок 1» (1963)
- «Це сталося в міліції» (1963)
- «Мирний час» (1964)
- «Дорога до моря» (1965)
- «Дзвонять, відчиніть двері» (1965)
- «Чорний бізнес» (1965)
- «Крила» (1966)
- «Душка» (1966)
- «Микола Бауман» (1967)
- «Війна і мир» (1967, російський офіцер)
- «Журналіст» (1967, Олександр Васильович Реутов, редактор газети «Горноуральський робочий»)
- «Місця тут тихі» (1967)
- «Дивні люди» (1968)
- «Злочин і кара» (1969)
- «Непідсудний» (1969)
- «Дворянське гніздо» (1969)
- «Спокійний день наприкінці війни» (1970, Андрій)
- «Красна площа» (1970, матрос-анархіст Володя Кольцов, у 1919 році — командир бронепоїзду)
- «Співай пісню, поете...» (1971, Сергій Єсенін)
- «Тримайся за хмари» (1971)
- «Петрушине прізвище» (1971)
- «Визволення» (1972, Сашка, ад'ютант)
- «Мармуровий будинок» (1972)
- «За хмарами — небо» (1973, Євген, майстер ділянки на авіазаводі)
- «Птахи над містом» (1974)
- «Ходіння по муках» (1974—1977)
- «Земляки» (1974)
- «Там, за горизонтом» (1975)
- «Приймаю на себе» (1975)
- «Трин-трава» (1976, Степан Гнатович Калашников)
- «Незакінчена п'єса для механічного піаніно» (1977, Яків)
- «Борги наші» (1977)
- «Поки божеволіє мрія» (1978, поліцмейстер)
- «Уперше заміжня» (1979)
- «Нерозділене кохання» (1979)
- «Тема» (1979, молодший лейтенант Юрій Синіцин)
- «З коханими не розлучайтесь» (1979, Шумілов, чоловік-п'яниця, що розлучається)
- «Зустріч» (1980, к/м, з кіноальманаху «Молодість». Випуск 3-й, епізод)
- «Квітневі сни» (1980, Микола)
- «Пізні побачення» (1980)
- «Ти повинен жити» (1980)
- «Холостяки» (1980)
- «Квітневі сни» (1980)
- «Шостий» (1981)
- «Циганське щастя» (1981, Денис Іванович, голова колгоспу)
- «Інспектор ДАІ» (1982, інспектор ДАІ, старший лейтенант міліції Петро Сергійович Зикін)
- «Кохаю. Чекаю. Олена.» (1983)
- «Летаргія» (1983)
- «Сонце в кишені» (1984)
- «Парад планет» (1984, Василь Сергійович Афонін, народний депутат, водій тролейбуса і військової вантажівки)
- «Джура — мисливець з Мін-Архара» (1985, Олексій)
- «Корабель прибульців» (1985, Георгій Гришин (прототип — льотчик-космонавт СРСР Георгій Гречко)
- «Зимовий вечір у Гаграх» (1985, Валентин Іванович Фоменко, балетмейстер)
- «Додатковий прибуває на другу колію» (1986)
- «Від зарплати до зарплати» (1986)
- «Завтра була війна» (1987, директор школи)
- «Про любов, дружбу і долю» (1987)
- «Уповноважений революцією» (1987)
- «Лілова куля» (1988, Коноїд)
- «Ёлки-палки!» (1988, Микола Миколайович Князєв)
- «Хліб — іменник» (1988)
- «Лапта» (1988)
- «Бенкети Валтасара, або Ніч зі Сталіним» (1989)
- «Сталінград» (1989, генерал О. І. Родимцев)
- «Життя за лімітом» (1989)
- «Біс в ребро» (1990)
- «Іспанська акторка для російського міністра» (1990)
- «Нелюд, або В раю заборонено полювання» (1990)
- «Гумова жінка» (1991, Коля/священник)
- «Брюнетка за 30 копійок» (1991)
- «Помирати не страшно» (1991)
- «Агенти КДБ теж закохуються» (1991)
- «Віват, гардемарини!» (1991)
- «Сім'янин» (1991)
- «Небезпечна жінка» (1991)
- «Анкор, ще анкор!» (1992, капітан Іван Крюков)
- «Фанданго для мавпочки» (1992)
- «Не хочу одружуватися!» (1993)
- «Майстер і Маргарита» (1994, директор Вар'єте Стьопа Лиходєєв)
- «Каменська» (2000)
- «Дикарка» (2001, Кирило Максимович Зубарєв)
- «Тартарен із Тараскона» (2003, полковник)
- «Про що говорять чоловіки» (2010) та ін.

Знявся в фільмах українських кіностудій:
- «Серце не прощає» (1961, Грицько Попілін)
- «Шурка обирає море» (1964, Шурка)
- «Білий вибух» (1969)
- «Хвилі Чорного моря» (1975—1976, «Біліє парус одинокий», Жуков)
- «Фантазії Веснухіна» (1976, т/ф, 2 а)
- «Розколоте небо» (1979)
- «Побачення» (1982, Марчевський)
- «Якщо можеш, прости...» (1984)
- «Любочка» (1984, настроювач)
- «Стрибок» (1985)
- «Звинувачується весілля» (1986, Пилип)
- «Була не була» (1986)
- «На знак протесту» (1989)
- «Червоне вино перемоги» (1990, т/ф)
- «Мої люди» (1990, т/ф, 2 а)
- «Гра всерйоз» (1992)
- «Сезон оголеного серця» (1992, кінорежисер; Україна)
- «Анекдотіада, або Історія Одеси в анекдотах» (1994)
- «Новий російський романс» (2005, Соломін; Україна)
- «З днем народження, королево!» (2005, Іван Олексійович Єдалов, російський генерал; Україна)
- «Старі-полковники» (2007, Олег Борисович Стеценко; Україна)